# سيرجيو فازكيز
سيرجيو فازكيز (بالإسبانية: Sergio Vázquez)‏ ولد 23 نوفمبر 1965 في بوينس آيرس، هو لاعب كرة قدم أرجنتيني سابق كان يلعب كمدافع. شارك فازكيز مع منتخب بلاده في عدة بطولات من بينها بطولة كأس العالم لكرة القدم 1994.

## المسيرة الاحترافية

### أندية لعب لها
- فيرو كاريل
- نادي راسينغ
- روزاريو سنترال
- نادي أونيفرسيداد كاتوليكا
- بانفيلد
- أفيسبا فوكوكا

## روابط خارجية
- سيرجيو فازكيز على موقع الاتحاد الدولي (مؤرشف)  (الإنجليزية)
- سيرجيو فازكيز على موقع رابطة كرة القدم اليابانية للمحترفين (اليابانية)
- سيرجيو فازكيز على موقع قاعدة بيانات كرة القدم.إي يو (الإنجليزية)
- سيرجيو فازكيز على موقع ناشيونال فوتبول تيمز (الإنجليزية)
- سيرجيو فازكيز على موقع Soccerway.com (الإنجليزية)
- سيرجيو فازكيز على موقع عالم كرة القدم.نت (الإنجليزية)